# Kim Milton Nielsen
Kim Milton Nielsen (Copenhague, 3 de agosto de 1960) é um ex-árbitro de futebol dinamarquês. Em 2004 arbitrou a final da Liga dos Campeões da UEFA entre o FC Porto e o Monaco.